# Сац Наталія Іллівна
Наталія Іллівна Сац (нар. 14 [27] серпня 1903, Іркутськ, Російська імперія — пом. 18 грудня 1993, Москва, Росія) — радянська російська театральна режисерка, перша в світі жінка — оперний режисер, театральний діяч, публіцист, драматург, педагог. Народна артистка СРСР (1975). Герой Соціалістичної Праці (1983). Лауреатка Державної премії СРСР (1972), Ленінської премії (1982), премії Ленінського комсомолу (1985), премії Ради Міністрів СРСР (1979).
Засновник і керівник шести дитячих театрів, серед яких перший в світі драматичний театр для дітей і перший в світі музичний театр для дітей, активний пропагандист музичного мистецтва для дітей. Внесла великий вклад в розвиток дитячого театру і художнього виховання дітей, творець цілого напряму театральної творчості для дітей.

## Біографія
Наталія Сац народилася в сім'ї музикантів в Іркутську 27 серпня 1903 року.
У 1904 році сім'я переїхала з Іркутська до Москви. Батько тісно співпрацював з Художнім театром, в 1906 році був призначений завідувачем музичною частиною. Друзями вдома були Костянтин Станіславський , Євген Вахтангов, Василь Качалов та інші артисти МХТ, а також Сергій Рахманінов.
Навчалася в приватній гімназії Е. А. Репман. Грала в Драматичній студії імені О. С. Грибоєдова. Отримала музичну освіту — в 1917 році закінчила музичний технікум імені Олександра Скрябіна. Пізніше, в 1953 році, закінчила театрознавчий факультет ГІТІСу.
З 1918 року, з п'ятнадцятирічного віку, працювала завідувачем дитячим сектором театрально-музичної секції Моссовєта. За її ініціативою було створено перший театр з репертуаром для дітей — Дитячий театр Московської ради народних депутатів (почав роботу в листопаді 1918). З 1921 року і до арешту в 1937 році була директором і художнім керівником Московського театру для дітей (з 1936 — Центральний дитячий театр, з 1992 — Російський академічний молодіжний театр).
Прагнучи розширити сферу художнього виховання юного глядача, вводила до репертуару симфонічні концерти і музичні спектаклі для дітей (дитяча опера «Казка про рибака і рибку» Леоніда Половинкіна (1935), симфонічна казка «Петя і вовк» Сергія Прокоф'єва (1936)).
У 1930-х роках Наталію Сац запрошували ставити спектаклі за кордоном. Великий успіх мали її постановки опер " Фальстаф " Дж. Верді в берлінському театрі «Кролль-опера» (1931, диригент О. Клемперер), «Кільце Нібелунгів» Ріхарда Вагнера і «Весілля Фігаро» В. А. Моцарта в Театрі Колумба (1931 Буенос-Айрес, Аргентина).
Восени 1937 року Натаклія Сац була заарештована як «член сім'ї зрадника Батьківщини»: її чоловік, Ізраїль Якович Вейцер, народний комісар внутрішньої торгівлі СРСР, був заарештований 3 листопада за звинуваченням у контрреволюційній діяльності. У таборах ГУЛАГу провела п'ять років (Волголаг, Рибінськ), звільнена наприкінці 1942 року. Однак дозволу перебувати в Москві не мала, тому відправилася до Алма-Ати, де в той час в евакуації перебували багато провідних артистів того часу. У столиці Казахської РСР знову взялася за свою улюблену справу, і її зусиллями в 1945 році відкрився перший в Казахстані Алма-Атинській театр юного глядача (нині Державний академічний російський театр для дітей та юнацтва імені Н. Сац), який вона очолювала протягом 13 років.
У 1958 році повернулася в Москву, керувала Всеросійським гастрольним театром, а потім — дитячим відділенням Мосестради. У 1964 році організувала і очолила перший в світі Московський дитячий музичний театр (нині Московський державний академічний дитячий музичний театр ім. Н. І. Сац).
Ініціатор і, спільно з Сергієм Прокоф'євим, творець музичної казки для симфонічного оркестру «Петя і вовк».
Гастролювала за кордоном (Німеччина, Канада, США).
З 1981 року викладала в ГІТІСі, з 1984 — професор. Захистила дисертацію на здобуття наукового ступеня кандидата мистецтвознавства.
Авторка п'єс, лібрето дитячих опер і балетів, книг і статей з питань музичного виховання.
Член Спілки письменників СРСР (1962).
Наталія Сац померла 18 грудня 1993 року в Москві. Похована на Новодівичому кладовищі (ділянка № 2).

### Родина
- Батько — Ілля Олександрович Сац (1875—1912), композитор, диригент, віолончеліст.
- Мати — Ганна Михайлівна Щастна (? -1941), оперна співачка.
- Тітка — Наталя Олександрівна Розенель (1902—1962), актриса.
- Дядько — Олексій Михайлович Щастний (1881—1918), російський військово-морський діяч. Капітан 1-го рангу.
- Сестра — Ніна Іллівна Сац (1904—1924), поетеса.
- Перший чоловік — Сергій Григорович Розанов (1894—1957), дитячий письменник.
  - Син — Адріан Сергійович Розанов (1923—1996), журналіст, поет.
- Другий чоловік — Микола Васильович Попов (1889—1938), торгпред СРСР в Німеччині, голова Торгбанку СРСР.
  - Дочка — Роксана Миколаївна Сац (уроджена Ксенія Миколаївна Попова, нар.. 1927), педагог, лібретист, з 1969 — завідувач літературно-педагогічної частиною театру імені М. І. Сац. Її чоловік — актор Центрального дитячого театру Юрій Михайлович Карпов (1927—1989).
    - Онук — Михайло Юрійович Карпов (нар.. 1954), піаніст.
- Третій чоловік — Ізраїль Якович Вейцер (1889—1938), народний комісар внутрішньої торгівлі СРСР.
- Четвертий чоловік — Дмитро Водоп'янов, скрипаль.
  - Син — Ілля Дмитрович Сац (нар.. 1946), артист цирку.

## Нагороди та звання
- Герой Соціалістичної Праці (1983)
- Заслужена артистка РРФСР (1933)[7]
- Народна артистка РРФСР (1967)
- Народна артистка СРСР (1975)
- Державна премія СРСР (1972) — за постановку музичних вистав «Три товстуни» (за Юрієм Олешою, композитор Володимир Рубін), «Хлопчик-велетень» (музика Тихона Хрєнникова), «Сестри» (музика Дмитра Кабалевського) — за твори для дітей
- Ленінська премія (1982) — за постановку вистав і концертних програм останніх років в МГАДМТ. (Премія за твори літератури і мистецтва для дітей)
- Премія Ленінського комсомолу (1985) — за видатні заслуги в естетичному вихованні дітей і юнацтва
- Премія Ради Міністрів СРСР (1979)
- Орден Леніна (1983)
- Орден Жовтневої Революції (1989)
- Орден Трудового Червоного Прапора (1973)
- Орден Дружби народів (1978)
- медалі
- Кандидат мистецтвознавства (1962).

## Постановки

### Московський театр для дітей
- 1921 — «Перлина Адальміни» Івана Новикова за казкою Захаріаса Топелиуса (разом з Миколою Волконським)
- 1925 — «Японські казки» Сергія Шервинского
- 1927 — «Містер Бьюбль і черв'як» Сергія Заяїцького
- 1927 — «Негреня і мавпа» (пантоміма) Н. Сац і Сергій Розанова
- 1928 — «Алтайські робінзони» Миколи Шестакова
- 1928 — «Фріц Бауер» В. Селіхової і Н. Сац (разом з Бернхардом Райхом)
- 1928 — «Дитяча естрада» Агнії Барто та Миколи Агнівцева
- 1929 — «Про Дзюбу» Н. Сац
- 1929 — «Аул Альсідес Гіджа» Миколи Шестакова
- 1930 — «Дитячий фронт» Агнії Барто, Галини Владичіної, Валентини Любимової, Надії Павлович (разом з Е. Мей, Т. Томіс, К. Сварожич)
- 1930 — «Як Колька Ппенкін їздив до Бразилії» Данила Хармса
- 1931 — «Бузонада» Л. Бочина
- 1931 — «Я — мало, ми — сила» (танцювальний спектакль) (разом з Е. Мей)
- 1932 — «Крекінг» Миколи Шестакова
- 1933 — «Брат» Миколи Шестакова
- 1934 — «Мік» Миколи Шестакова
- 1935 — «Еміль і його товариші» Еріха Кестнера
- 1935 — «Серьожа Стрільцов» Валентини Любимової (разом з В. Д. Корольовим)
- 1936 — «Золотий ключик» Олексія Толстого (разом з В. Корольовим)[8]

### Алма-Атинський театр юного глядача
- 1945 — «Червона шапочка» Євгена Шварца
- 1947 — " Дванадцята ніч " Вільяма Шекспіра
- 1948 — " Два капітани " за Веніаміном Каверіним
- 1948 — " Молода гвардія " за Олександром Фадєєвим
- 1949 — " Два веронці " Вільяма Шекспіра

### Московський дитячий музичний театр
- 1967 — " Три товстуни " за казкою Юрія Олеші
- 1970 — «Хлопчик-велетень»[9] за п'єсою «Мік» Миколи Шестакова
- 1981 — «Майстер Рокле»
- 1986 — " Вовк і семеро козенят " за однойменною казкою братів Грімм
- 1989 — " Чарівна флейта " (опера зингшпіль) Моцарта
- 1991 — " Король Лір " Вільяма Шекспіра
- 1993 — «Золотий острів» (опера) Михайла Броннера

### Саратовський театр опери і балету
- 1954 — " Казка про царя Салтана " Миколи Римського-Корсакова
- 1977 — " Петя і вовк " (симфонічна казка) Сергія Прокоф'єва

### Казахський театр опери і балету
- 1944 — " Чіо-Чіо-Сан " Дж. Пуччіні

## Фільмографія
- 1976 — Петя і вовк (фільм-спектакль) — ведуча
- 1983 — Синій птах (фільм-спектакль) — вступне слово (режисер)

### Участь у фільмах
- 1982 — Історія дерев'яного чоловічка (документальний)
- 1991 — Сергій Прокоф'єв. Сюїта життя (документальний)

## Авторка книг
- «Театр для дітей» (1925, спільно з Сергієм Розановим)
- «Наш шлях» (1932)
- «Діти приходять до театру» (1961) — про народження театру для дітей, про театр як розумному розвазі і засобі етичного та естетичного виховання
- «Завжди з тобою» (1965) — про роль музики в дитячому театрі, про зустрічі з діячами мистецтва
- «Ілля Сац» (1968).
- «Новели моєму житті» (1984—1985)
- «Життя — явище смугасте» (1991, вид. «Новини»), автобіографія

Написала ряд п'єс та інсценівок: «Фріц Бауер» (постановка 1928 року, разом з З В. Селіховою), «Негреня і мавпа» (постановка 1927 року, разом з С. Розановим), «Про Дзюбу» («Шиворот-навиворіт», постановка 1934) та ін.

## Пам'ять
- «Мати дитячих театрів світу» — звання, одноголосно присуджене Наталії Сац на першому засіданні міжнародного центру Міжнародної Асоціації театрів для дітей та молоді (АССІТЕЖ).
- Після смерті Н. І. Сац її ім'я отримали створені їй Московський державний академічний дитячий музичний театр і Державний академічний російський театр для дітей та юнацтва в Алма-Аті.
- У 2003 році перед будівлею Московського державного академічного дитячого музичного театру в Москві встановлено пам'ятник Наталії Сац. На пам'ятнику фігура вона зображена з двома дітьми в образах Червоної Шапочки і Вовка[10].
- На честь неї названа московська школа № 626; в цій школі розташовується присвячений їй музей «За Синім Птахом…»
- У Московському музичному театрі імені М. І. Сац є меморіальний кабінет Наталії Сац, у фойє театру розгорнута експозиція, присвячена її життя і творчості.